# جوليان ليليفيلد
جوليان ليليفيلد (بالهولندية: Julian Lelieveld)‏ (24 نوفمبر 1997 بآرنم في هولندا - ) هو لاعب كرة قدم هولندي في مركز الدفاع. شارك مع منتخب هولندا تحت 19 سنة لكرة القدم. أما مع النوادي، فقد لعب مع فيتيسه آرنهم.

## وصلات خارجية
- جوليان ليليفيلد على موقع الاتحاد الأوربي (الإنجليزية)
- جوليان ليليفيلد على موقع إي إس بي إن إف سي (الإنجليزية)
- جوليان ليليفيلد على موقع قاعدة بيانات كرة القدم.إي يو (الإنجليزية)
- جوليان ليليفيلد على موقع Soccerbase.com (لاعب) (الإنجليزية)
- جوليان ليليفيلد على موقع Soccerway.com (الإنجليزية)
- جوليان ليليفيلد على موقع عالم كرة القدم.نت (الإنجليزية)